# کایو سومیه
کایو سومیه (به انگلیسی: Kayo Someya؛ زاده ۱۴ می ۱۹۹۱) کاراته‌کای ژاپنی است. وی در مسابقات کاراته قهرمانی جهان ۲۰۱۲، در کومیته ۶۸ کیلوگرم، قهرمان جهان شد و در مسابقات کاراته قهرمانی آسیا در همین دسته سه بار مدال طلا را از آن خود کرد.

## حرفه
وی در سال ۲۰۱۳ به نمایندگی از ژاپن در بازی‌های جهانی ۲۰۱۳ که در کالی، کلمبیا برگزار شد، رقابت کرد و در کومیته ۶۸ کیلوگرم بانوان مدال طلا را بدست آورد.
وی در بازی‌های جهانی ۲۰۱۷ که در وروتسواف، لهستان برگزار شد، در کومیته ۶۸ کیلوگرم بانوان مدال برنز را از آن خود کرد.

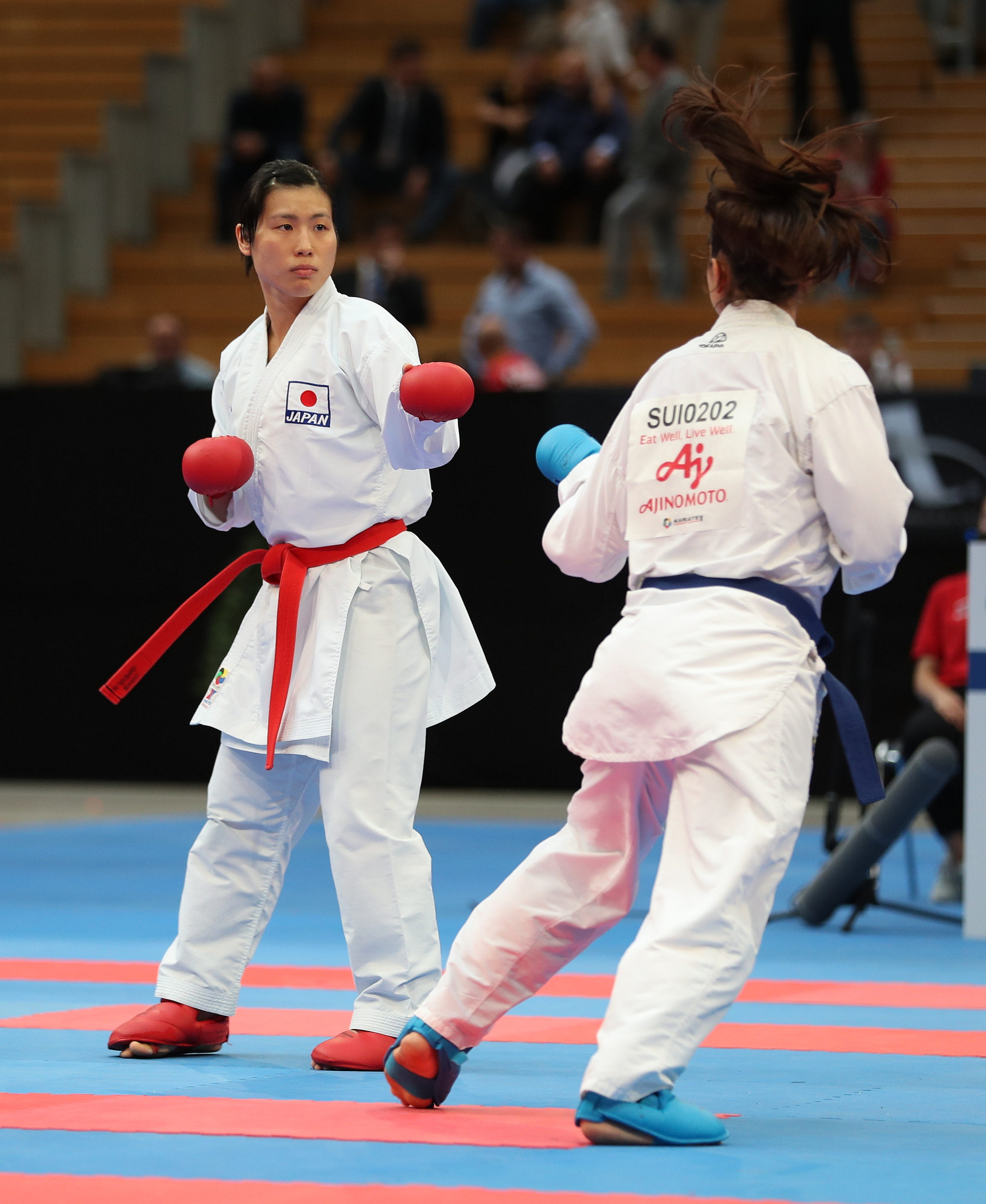
Kayo Someya در K1PL 2018 در برلین

در مسابقات کاراته قهرمانی آسیا ۲۰۱۸ که در امان، اردن برگزار شد، در کومیته ۶۸ کیلوگرم بانوان برنده مدال طلا شد. یک ماه بعد، وی در بازی‌های آسیایی ۲۰۱۸ که در جاکارتا، اندونزی برگزار شد، در کومیته ۶۸ کیلوگرم بانوان، با پیروزی در برابر چائو جو از تایوان به یکی از مدال‌های برنز دست یافت.
وی در مسابقات کاراته قهرمانی آسیا ۲۰۱۹ که در تاشکند، ازبکستان برگزار شد، در کومیته ۶۸ کیلوگرم بانوان یکی از مدال‌های برنز را به دست آورد.

## زندگی شخصی
او خواهر بزرگتر میومی سومیه و همچنین کاراته‌کا و عضو تیم ملی کاراته ژاپن است.